# Pseudotrochalus
Pseudotrochalus är ett släkte av skalbaggar. Pseudotrochalus ingår i familjen Melolonthidae.

## Dottertaxa tillPseudotrochalus, i alfabetisk ordning[1]
- Pseudotrochalus amitinus
- Pseudotrochalus angolensis
- Pseudotrochalus benguellanus
- Pseudotrochalus benitoensis
- Pseudotrochalus bomuanus
- Pseudotrochalus brenskei
- Pseudotrochalus byrrhoides
- Pseudotrochalus calabaricus
- Pseudotrochalus chrysomelinus
- Pseudotrochalus colmanti
- Pseudotrochalus concolor
- Pseudotrochalus congoanus
- Pseudotrochalus congoensis
- Pseudotrochalus consanguineus
- Pseudotrochalus consimilis
- Pseudotrochalus constrictus
- Pseudotrochalus crinitus
- Pseudotrochalus dahomeyanus
- Pseudotrochalus densicollis
- Pseudotrochalus dichrous
- Pseudotrochalus durbanus
- Pseudotrochalus ertli
- Pseudotrochalus excisiceps
- Pseudotrochalus falkensteini
- Pseudotrochalus fallaciosus
- Pseudotrochalus fraterculus
- Pseudotrochalus fusculus
- Pseudotrochalus gabonus
- Pseudotrochalus gilsoni
- Pseudotrochalus hutsebauti
- Pseudotrochalus infans
- Pseudotrochalus iridescens
- Pseudotrochalus kigomanus
- Pseudotrochalus kolleri
- Pseudotrochalus kulzeri
- Pseudotrochalus lamtoensis
- Pseudotrochalus leontovitchi
- Pseudotrochalus lepersonneae
- Pseudotrochalus liberianus
- Pseudotrochalus lomamiensis
- Pseudotrochalus longithorax
- Pseudotrochalus lujai
- Pseudotrochalus massarti
- Pseudotrochalus minimus
- Pseudotrochalus neavei
- Pseudotrochalus niger
- Pseudotrochalus nigritus
- Pseudotrochalus nigroaeneus
- Pseudotrochalus nigrofuscus
- Pseudotrochalus nigrosericatus
- Pseudotrochalus nigroviridis
- Pseudotrochalus nitidulus
- Pseudotrochalus parvulus
- Pseudotrochalus piceoniger
- Pseudotrochalus praecellens
- Pseudotrochalus propinquus
- Pseudotrochalus puncticollis
- Pseudotrochalus pygmaeus
- Pseudotrochalus quadrilineatus
- Pseudotrochalus quadrisubmaculata
- Pseudotrochalus rufobrunnescens
- Pseudotrochalus rufolineatus
- Pseudotrochalus rugosiceps
- Pseudotrochalus sankuruensis
- Pseudotrochalus schubotzi
- Pseudotrochalus seriatipennis
- Pseudotrochalus sericinus
- Pseudotrochalus sericollis
- Pseudotrochalus sexflabellatus
- Pseudotrochalus sexlineatus
- Pseudotrochalus sjostedti
- Pseudotrochalus splendens
- Pseudotrochalus subcostatus
- Pseudotrochalus subnudus
- Pseudotrochalus subtruncatus
- Pseudotrochalus sulcipennis
- Pseudotrochalus superbus
- Pseudotrochalus urunguensis
- Pseudotrochalus validipes